# 500 Miglia di Indianapolis 1982
La 66ª edizione della 500 Miglia di Indianapolis è stata corsa all'Indianapolis Motor Speedway domenica 30 maggio 1982. La gara fu vinta da Gordon Johncock, che aveva già fatto sua l'edizione del 1973 accorciata a causa della pioggia. Rick Mears finì secondo per soli 16 centesimi di secondo (0,16s), il margine di vittoria più risicato fino a quel momento.

## Calendario di gara
| Calendario di gara — Aprile 1982 | Calendario di gara — Aprile 1982 | Calendario di gara — Aprile 1982 | Calendario di gara — Aprile 1982 | Calendario di gara — Aprile 1982 | Calendario di gara — Aprile 1982 | Calendario di gara — Aprile 1982 |
| Dom                              | Lun                              | Mar                              | Mer                              | Gio                              | Ven                              | Sab                              |
| -------------------------------- | -------------------------------- | -------------------------------- | -------------------------------- | -------------------------------- | -------------------------------- | -------------------------------- |
| 4                                | 5                                | 6                                | 7 ROP                            | 8 ROP                            | 9 ROP                            | 10 ROP                           |
| Calendario di gara — Maggio 1982 |                                  |                                  |                                  |                                  |                                  |                                  |
|                                  |                                  |                                  |                                  |                                  |                                  | 1                                |
| 2                                | 3                                | 4                                | 5                                | 6                                | 7                                | 8 Prove                          |
| 9 Prove                          | 10 Prove                         | 11 Prove                         | 12 Prove                         | 13 Prove                         | 14 Prove                         | 15 Pole Day                      |
| 16 Prove cronometrate            | 17 Prove                         | 18 Prove                         | 19 Prove                         | 20 Prove                         | 21 Prove                         | 22 Prove cronometrate            |
| 23 Bump Day                      | 24                               | 25                               | 26                               | 27 Carb Day                      | 28 Mini-Marathon                 | 29 Parata                        |
| 30 Indy 500                      | 31 Memorial Day                  |                                  |                                  |                                  |                                  |                                  |

| \| Colore \| Note \| \| --------- \| ------------------------- \| \| Verde \| Prove \| \| Dark Blue \| Prove cronometrate \| \| Argento \| Giorno di gara \| \| Rosso \| Pioggia* \| \| Nero \| Nessuna attività in pista \| * Include giorni dove l'attività in pista venne limitata dalla pioggia ROP — denota Rookie Programma d'Orientamento |                           |
| Colore | Note                      |
| Verde | Prove                     |
| Dark Blue | Prove cronometrate        |
| Argento | Giorno di gara            |
| Rosso | Pioggia*                  |
| Nero | Nessuna attività in pista |

| Colore    | Note                      |
| --------- | ------------------------- |
| Verde     | Prove                     |
| Dark Blue | Prove cronometrate        |
| Argento   | Giorno di gara            |
| Rosso     | Pioggia*                  |
| Nero      | Nessuna attività in pista |

## Le qualifiche
Le qualifiche della 500 Miglia di Indianapolis si erano svolte con uno svolgimento particolare: a qualificarsi è l'accoppiata pilota-auto e ogni pilota aveva tre tentativi. Qualora non sia stato soddisfatto del tentativo, può abortirlo o ritirare la vettura e ricominciare da zero con quella di riserva. Il primo giorno ci si batteva per la pole position, mentre nei giorni successivi ci si batteva per i posti non ancora assegnati. Una volta completato lo schieramento delle 33 vettura cominciava il bumping, dove chi non si era ancora qualificato cerca di scalzare (inglese: to bump) dalla griglia di partenza il più lento dei piloti già qualificatosi, a prescindere dal giorno in cui lo "scalzato" (inglese: "bumped") si fosse precedentemente qualificato. Tale procedura è stata lievemente era modificata a partire dal 2005, per aumentare l'interesse degli spettatori nei confronti degli altri giorni delle qualifiche.

### Pole day
Il 15 maggio 1982 (il Pole Day) Kevin Cogan, pilota della Penske Racing, aveva segnato il record del giro secco a 204.638 mph e sui 4 giri di qualifica a 204.082 mph; ma pochi minuti dopo venne battuto dal suo compagno di squadra Rick Mears, alla media di 207.004 mph, sempre a bordo di una Penske PC10.
Un'ora dopo le qualifiche vennero segnate dal terrificante incidente di Gordon Smiley. Entrato in pista alle 12:15, durante l'ultimo giro di riscaldamento, la sua vettura sovrasterzò all'ingresso della "Curva 3" e, a causa dell'eccessiva manovra di correzione del pilota, andò a sbattere contro il muro esterno a una velocità superiore ai 300 km/h. La Patrick numero 35 si disintegrò istantaneamente in tre tronconi, il serbatoio della benzina esplose e i detriti rimbalzarono in pista per circa 15 metri. Smiley morì sul colpo, praticamente dilaniato: era dal 1973 che non c'erano lutti a Indy e il suo è rimasto l'ultimo decesso avvenuto in qualifica.
La pista restò chiusa per due ore per riparazioni e alla fine della giornata si erano qualificate 20 vetture: A.J. Foyt su March 82C completava la prima fila, in seconda fila c'erano Mario Andretti e Gordon Johncock entrambi su Wildcat MK8B e Bill Whittington su una March 81C dell'anno precedente.

### Second day
Domenica 16 maggio 1982, dopo la tragedia del giorno prima, poche vetture scesero in pista e solo altre due si qualificarono.

### Third day
Fu un giorno di qualifiche molto affollato e lo schieramento si riempì fino alla 31ª posizione. Mike Chandler fu il più veloce quel giorno alla media di 198.042 mph (318.718 km/h).

### Bump day
Solo due posti erano ancora disponibili e Josele Garza e Pete Halsmer se li assicurarono subito. Nel resto della giornata solo due vetture furono scalzate. Quando mancavano ancora due ore allo scadere, Desiré Wilson rinunciò a qualificarsi, perdendo la chance di essere la seconda donna a partecipare alla 500 Miglia.

## Griglia di partenza
| Fila | Interna        | Centrale         | Esterna           |
| ---- | -------------- | ---------------- | ----------------- |
| 1    | Rick Mears     | Kevin Cogan      | A.J. Foyt         |
| 2    | Mario Andretti | Gordon Johncock  | Bill Whittington  |
| 3    | Tom Sneva      | Don Whittington  | Danny Ongais      |
| 4    | Pancho Carter  | Chip Ganassi     | Johnny Rutherford |
| 5    | Danny Sullivan | Herm Johnson     | Héctor Rebaque    |
| 6    | Al Unser       | Bobby Rahal      | Howdy Holmes      |
| 7    | Roger Mears    | Geoff Brabham    | Dennis Firestone  |
| 8    | Mike Chandler  | Dale Whittington | Jim Hickman       |
| 9    | Johnny Parsons | George Snider    | Tony Bettenhausen |
| 10   | Jerry Sneva    | Chet Fillip      | Gary Bettenhausen |
| 11   | Tom Bigelow    | Pete Halsmer     | Josele Garza      |

Nota: A causa dell'incidente provocato da Kevin Cogan nel giro di allineamento, le vetture di Cogan,
Mario Andretti, Roger Mears e Dale Whittington furono eliminate. All'allineamento per la seconda
partenza, nessuna di queste quattro vetture si presentò in griglia. Le loro posizioni furono lasciate vuote, con le
prime due file composte da due sole vetture e solo 29 partenti in totale.
Il colore giallo indica che il pilota fu eliminato durante l'incidente di Cogan e non prese parte alla gara.
Il colore verde indica che il pilota fu coinvolto dall'incidente di Cogan, ma che riuscì a partire.

### Non qualificati
- Bill Alsup (#2)
- Pat Bedard (#36)
- Tom Bigelow (#56, #73)
- Scott Brayton (#37)
- Phil Caliva (#38)
- Steve Chassey (#11, #64)
- Bill Engelhart (#59)
- Dick Ferguson
- Bob Frey (#64)
- Tom Frantz (#77)

- Spike Gehlhausen (#47)
- Tom Gloy (#80)
- Tom Grunnah
- Ken Hamilton (#63)
- Bob Harkey (#79)
- Hurley Haywood (#34)
- Gary Irvin (#90)
- Jerry Karl (#32)
- Sheldon Kinser
- Steve Krisiloff (#34, #72)

- Phil Krueger (#89)
- Lee Kunzman
- Bob Lazier (#34)
- Greg Leffler (#43)
- Ray Lipper (#73)
- Al Loquasto (#86)
- John Mahler (#92)
- John Martin (#17)
- Jim McElreath (#98)
- Chip Mead (#49)

- Mike Mosley (#48)
- Teddy Pilette (#67)
- Roger Rager (#72)
- Larry Rice
- Tim Richmond
- Joe Saldana (#58)
- Rusty Schmidt (#27)
- Vern Schuppan (#18,#37,#99)
- Billy Scott (#88)

- Dick Simon (#22)
- Gordon Smiley (#35)[3]
- Jan Sneva (#92)
- Sammy Swindell (#64)
- Bobby Unser (#55)
- Leroy Van Conett (#46)
- Dean Vetrock (#71)
- Rich Vogler
- Bill Vukovich II (#11, #18)
- Desiré Wilson (#33)

## La gara
La corsa del 1982 fu una delle edizioni più combattute e spettacolari di questa classica degli sport motoristici. Al momento della partenza, le auto si allineano sul rettifilo e, quando il mossiere ordina "Gentlemen, start your engines", le 33 vetture si accodano dietro la pace-car (quell'anno era una Chevrolet Camaro Z28). Mears, in testa al gruppo, controlla tutti con una andatura blanda, e alla bandiera verde Cogan accelera a fondo, perdendo il controllo dell'auto, rimbalzando sulla March di Foyt e mettendosi di traverso sulla pista. A questo punto viene speronato da Andretti e coinvolge altre auto che tentano di schivare i rottami. La corsa viene interrotta e, dopo un'ora trascorsa a ripulire la pista, solo 29 auto sono in grado di riprendere il via. Alla seconda partenza Foyt scatta in testa seguito da Mears, Johncock e Tom Sneva. Foyt conduce per i primi 160 km poi al secondo rifornimento propiziato dalle bandiere gialle, viene superato e Tom Sneva passa a condurre davanti a Johncock e Mears.
Ad una successiva sosta per il rifornimento, i meccanici di Foyt gli inondano l'abitacolo di metanolo facendogli perdere un giro per ripulirlo e al momento di ripartire gli si blocca il cambio. Intanto in pista si è scatenata una lotta a quattro tra Mears, Johncock, Sneva e Pancho Carter. Johncock passa Mears al 160º giro, sfruttando la maggiore potenza del proprio motore, Rick gli si accoda e rientra per l'ultimo rifornimento al 183º giro, quando ne mancano ancora 17 alla fine, ma perde parecchio tempo sia perché Herm Johnson sulla Eagle lo ostacola nella corsia di rallentamento, sia perché la sua squadra per errore gli effettua un pieno completo invece di un veloce rabbocco.

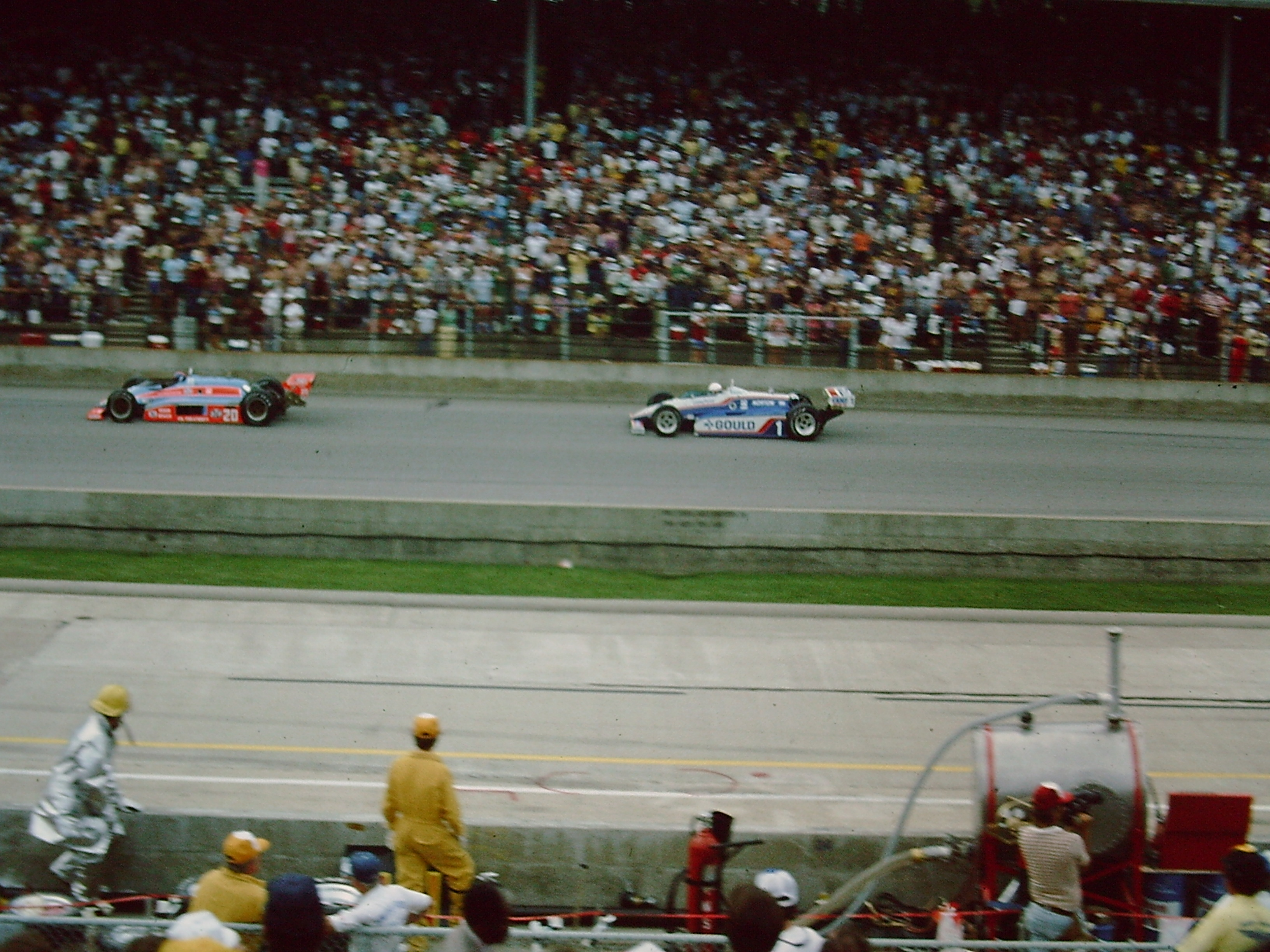
Gordon Johncock precede Rick Mears nelle fasi finali della gara.

Johncock, rimasto in pista, aveva aumentato il suo vantaggio, mentre Mears si lancia in un disperato inseguimento. Due giri dopo la sosta di Mears è il momento del pit stop per Johncock: la Patrick Racing fa una sosta veloce e perfetta rabboccandogli solo il carburante strettamente necessario a completare la gara e al rientro in pista il pilota si ritrova ancora davanti a Mears con 11 secondi di vantaggio: è battaglia fino al traguardo, la Wildcat di Johncock sottosterza mentre la Penske di Mears è appesantita dal pieno di carburante, inoltre in pista ci sono solo altre 6 auto e quindi non si può ottenere vantaggio nei doppiaggi.
Il distacco va via via riducendosi: a dieci giri dalla fine Mears si trova a 9,5 secondi e quando mancano cinque giri al traguardo il distacco e sceso a meno di 4 secondi. A due giri al termine Mears è ormai a meno di un secondo e cerca il punto migliore per sorpassare il rivale, ultimo giro Mears è nella scia di Johncock e a 350 km/h entra all'interno nella Curva Uno: sembra quasi riuscire nel suo intento, ma Johncock sfrutta tutta la sua esperienza (ha già corso 18 edizioni della 500 Miglia) e lo stringe all'interno nella parte della pista dove c'è poca aderenza e lo costringe ad alzare il gas e ad accodarsi nuovamente. Alle curve successive Johncock è ancora in testa e l'unica possibilità per Mears è un sorpasso all'ultimo metro sul rettilineo d'arrivo. Ma non ha più abbastanza slancio e dopo 804 km di gara i due piloti sfrecciano sul traguardo con un distacco di 16 centesimi di secondo.

### Classifica finale
| Arrivo | In Griglia | N° | Nome                   | Qual.(mph) | Rank | Giri | Al comando | Status                        |
| ------ | ---------- | -- | ---------------------- | ---------- | ---- | ---- | ---------- | ----------------------------- |
| 1      | 5          | 20 | Gordon Johncock        | 201.884    | 5    | 200  | 57         |                               |
| 2      | 1          | 1  | Rick Mears             | 207.003    | 1    | 200  | 77         |                               |
| 3      | 10         | 3  | Pancho Carter          | 198.950    | 10   | 199  | 0          | Flagged                       |
| 4      | 7          | 7  | Tom Sneva              | 201.028    | 7    | 197  | 31         | motore                        |
| 5      | 16         | 10 | Al Unser               | 195.567    | 23   | 197  | 0          | Flagged                       |
| 6      | 8          | 91 | Don Whittington        | 200.725    | 8    | 196  | 2          | Flagged                       |
| 7      | 24         | 42 | Jim Hickman            | 196.217    | 18   | 189  | 0          | Flagged                       |
| 8      | 12         | 5  | Johnny Rutherford      | 197.066    | 16   | 187  | 0          | motore                        |
| 9      | 14         | 28 | Herm Johnson           | 195.929    | 19   | 186  | 0          | Flagged                       |
| 10     | 18         | 30 | Howdy Holmes           | 194.469    | 32   | 186  | 0          | Flagged                       |
| 11     | 17         | 19 | Bobby Rahal            | 194.700    | 29   | 174  | 0          | Engine                        |
| 12     | 30         | 8  | Gary Bettenhausen      | 195.673    | 22   | 158  | 0          | Engine                        |
| 13     | 15         | 52 | Héctor Rebaque         | 195.684    | 21   | 150  | 0          | incendio                      |
| 14     | 13         | 53 | Danny Sullivan         | 196.292    | 17   | 148  | 0          | incidente alla Curva 4        |
| 15     | 11         | 12 | Chip Ganassi           | 197.705    | 13   | 147  | 0          | Engine                        |
| 16     | 6          | 94 | Bill Whittington       | 201.658    | 6    | 121  | 0          | Engine                        |
| 17     | 22         | 68 | Mike Chandler          | 198.042    | 12   | 104  | 0          | cambio                        |
| 18     | 31         | 27 | Tom Bigelow            | 194.784    | 28   | 96   | 0          | Engine                        |
| 19     | 3          | 14 | A.J. Foyt              | 203.332    | 3    | 95   | 32         | Trasmissione                  |
| 20     | 25         | 34 | Johnny Parsons         | 195.929    | 20   | 92   | 0          | Spin                          |
| 21     | 26         | 35 | George Snider          | 195.493    | 24   | 87   | 0          | Engine                        |
| 22     | 9          | 25 | Danny Ongais           | 199.148    | 9    | 62   | 1          | incidente alla Curva 2        |
| 23     | 28         | 69 | Jerry Sneva            | 195.270    | 26   | 61   | 0          | incidente alla Curva 2        |
| 24     | 29         | 39 | Chet Fillip            | 194.879    | 27   | 60   | 0          | incidente alla Curva 2        |
| 25     | 32         | 66 | Pete Halsmer           | 194.595    | 30   | 38   | 0          | Trasmissione                  |
| 26     | 27         | 16 | Tony Bettenhausen, Jr. | 195.429    | 25   | 37   | 0          | incidente rettilineo d'arrivo |
| 27     | 21         | 75 | Dennis Firestone       | 197.217    | 15   | 37   | 0          | Rear End                      |
| 28     | 20         | 21 | Geoff Brabham          | 198.906    | 11   | 12   | 0          | Engine                        |
| 29     | 33         | 55 | Josele Garza           | 194.500    | 31   | 1    | 0          | Engine                        |
| 30     | 2          | 4  | Kevin Cogan            | 204.082    | 2    | 0    | 0          | incidente giro allineamento   |
| 31     | 4          | 40 | Mario Andretti         | 203.172    | 4    | 0    | 0          | incidente giro allineamento   |
| 32     | 19         | 31 | Roger Mears            | 194.154    | 33   | 0    | 0          | incidente giro allineamento   |
| 33     | 23         | 95 | Dale Whittington       | 197.694    | 14   | 0    | 0          | incidente giro allineamento   |